# Hieracium crebridentiforme
Hieracium crebridentiforme es una especie de planta con flor del género Hieracium, de la familia Asteraceae, orden Asterales.

## Distribución
Hieracium crebridentiforme se distribuye por Inglaterra.

## Taxonomía
Fue descrita científicamente por Pugsl. Fue publicada en J. Bot. 79: 195 (1942).